# Weir Group
The Weir Group PLC ist ein britischer Pumpenhersteller aus Glasgow, der mit ca. 11.500 Mitarbeitern in 50 Ländern vertreten ist.

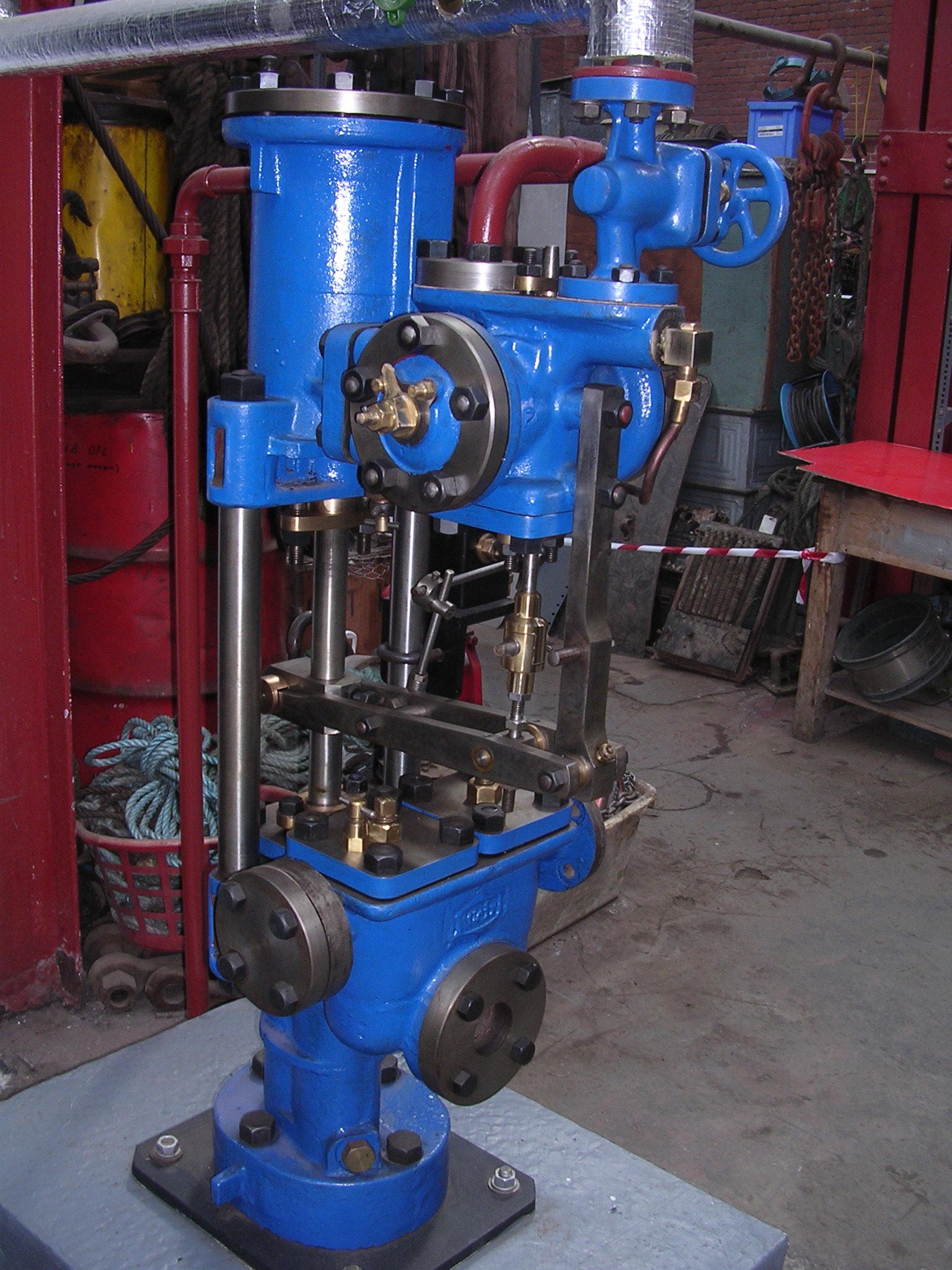
Weir Speisewasserpumpe

## Geschichte
Das Unternehmen wurde 1871 als Ingenieurbüro von den Brüdern George und James Weir unter dem Namen G. & J. Weir Ltd gegründet. Die Weir-Brüder machten zahlreiche weitreichende Erfindungen von Pumpanlagen, vor allem für die Clyde-Werften und die dort gebauten Dampfschiffe, z. B. Kesselspeisewasserpumpen sowie Verdampfer.
Die Firma wurde erstmals 1946 an der Londoner Börse notiert. Die doppeltwirkenden Weir-Dampfpumpen wurden weitgehend serienmäßig auf britischen Dampfschiffen eingesetzt. Sie konnten Wasser, Treibstoff, Luft und vieles mehr pumpen und wurden bis in die 1950er Jahre eingesetzt. Der Tragschrauberhersteller Cierva Autogiro gehörte von 1933 bis 1951 zu Weir, seit 1944 war er mit der G. & J. Weir Ltd. fusioniert. Letztere entwickelte zuvor schon Hubschrauber.
2005 wurde das Geschäft mit mehrstufigen Entspannungsverdampfern zur Meerwasserentsalzung (Weir Westgarth) an die Veolia Environnement verkauft. Im Jahre 2010 vereinbarten Weir Minerals und KHD Humboldt eine Zusammenarbeit bei der Vermarktung von Hochdruck-Schleifrollen im Bergbau. 2018 erwarb die Weir Group für 1,285 Milliarden US-Dollar die ESCO Corporation, einen in Portland, Oregon, ansässigen Hersteller von Werkzeugen und Aggregaten für den Bergbau und den Bausektor.

## Geschäftsfelder
Zurzeit bestehen 3 Geschäftsfelder in den Märkten Bergbau, Öl & Gas und Energie & Industrie.

### Weir Minerals
fertigt Schlammhandhabungsgeräte und zugehörige Ersatzteile für abriebfeste Anwendungen im Bergbau sowie für die Ölsand- und Rauchgasentschwefelungsmärkte. Zu den Produkten gehören Pumpen, Hydrozyklone, Ventile, Entwässerungsanlagen und verschleißfeste Auskleidungen. Die Division ist in den wichtigsten Bergbauregionen, darunter Süd- und Nordamerika, Australien und Afrika, vertreten.

### Weir Oil & Gas
fertigt Pumpen und Zusatzausrüstungen für globale Öl- und Gasmärkte. Upstream-Operationen spezialisieren sich auf Hochdruck-Brunnen-Service-Pumpen und zugehörige Durchflusskontrollausrüstung. Downstream konzentriert sich auf Design und Herstellung von Kreiselpumpen, vor allem für die Raffinerieindustrie. Hauptgeschäftsfelder sind Nordamerika, Europa und der Nahe Osten.

### Weir Flow Control
fertigt Rotations- und Durchflussregelgeräte, vor allem für den globalen Stromsektor. Daneben werden Ventile und Spezialpumpen hergestellt. Die Märkte sind Europa, Nordamerika, China, der mittlere Osten, Indien und Südafrika.